# DeVotchKa
DeVotchKa é um grupo musical de Denver, Colorado. O grupo é formado por quatro componentes: Nick Urata (vocais, theremin, guitarra, violão, bazouki, piano e trompete), Tom Hagerman (violino, acordeão e piano), Janie Schroder (vocais, sousafone e violoncelo) e Shawn King (percussão e trompete).
Um dos fatores interessantes desta banda é a mistura de vários gêneros, como mariachi, romani, ritmos gregos e eslavos e o bolero, formando um ritmo singular. A palavra "devotchka" que dá nome à banda é parte do Nadsat e significa, em russo, "garota jovem".

## Início
A composição original do grupo era com Nick Urata e Tom Hagerman, apenas. Outros artistas eram convidados pelos dois. A banda fazia originalmente turnês em shows burlescos (o mais notável sendo, com certeza, com a artista Dita von Teese). Logo depois a banda lança um CD no underground da música: "SuperMelodrama" (2000).

## Reconhecimento
Após formar um grupo fixo, o quarteto formado por Nick Urata, Tom Hagerman, Janie Schroder e Shawn King lança o CD produzido pela própria banda "Triple X Tango" (2002), que rapidamente saiu de impressão. Depois de fazer pequenos shows em festivais, a banda lançou mais um disco: "Una Volta" (2003), com grandes doses de bolero nas composições.
No ano seguinte, o DeVotchKa atinge o sucesso, moderado. Com o lançamento do álbum "How It Ends" (2004) a banda foi sendo inicialmente reconhecida. O disco conseguiu uma avaliação de 41/2 estrelas de 5 possíveis no Allmusic. A música 'How It Ends' foi utilizada no trailer do filme Everything Is Illuminated e no trailer do jogo "Gears of War II".  O disco também foi a base para a trilha sonora de um filme que provocou grande estardalhaço no ano de 2006: Little Miss Sunshine.
A trilha composta por Mychael Danna utiliza versões das músicas do DeVotchKa, por exemplo: o tema de abertura, 'The Winner Is' é uma variação da música 'How It Ends'. No mesmo ano a banda lança o EP "Course Your Little Heart" e "Little Miss Sunshine Soundtrack". Ambos os álbuns receberam boas críticas. Segundo a Filters Magazine, o DeVotchKa é a "melhor banda dos EUA que você nunca ouviu."
A novela da TV Globo Meu Pedacinho de Chão teve sua trilha sonora praticamente completa com músicas da banda DeVotchKa.

## Atualmente
Em 2008 o DeVotchKa lançou seu último álbum até a data: "A Mad and a Faithful Telling", recebendo excelentes críticas da crítica especializada. Uma grande turnê foi realizada, passando por países como Portugal e Noruega.
Em 24 de agosto de 2018 é lançado o "This Night Falls Forever".

## Discografia
- SuperMelodrama (2000)

- Triple X Tango (2002)

- Una Volta (2003)

- How It Ends (2004)

- Little Miss Sunshine (trilha sonora) (2006)

- Course Your Little Heart (EP; 2006)

- A Mad and a Faithful Telling (2008) #29 Parada dos álbuns independentes / #9 Heatseakers (Billboard)
- I Love You, Philip Morris (trilha sonora) (2009)
- 100 Lovers (2011) #74 (E.U.A.)
- DeVotchKa Live with the Colorado Symphony (2012)
- This Night Falls Forever (2018)